# James Montgomery (Sportschütze)
Robert James Montgomery (* 20. September 1891 in Lincoln; † 10. Januar 1964 in Boston) war ein kanadischer Sportschütze.

## Erfolge
James Montgomery nahm an den Olympischen Spielen 1920 in Antwerpen und 1924 in Paris im Trap teil. 1920 erreichte er im Einzel mit 86 Punkten den sechsten Platz, mit der Mannschaft schloss er den Wettkampf auf dem fünften Rang ab. Vier Jahre darauf erzielte er in der Einzelkonkurrenz wie Frank Hughes 97 Punkte, unterlag im anschließenden Stechen um die Bronzemedaille jedoch Hughes und wurde Vierter. Im Mannschaftswettbewerb belegte er mit der kanadischen Mannschaft hinter den Vereinigten Staaten und vor Finnland den zweiten Platz. Mit insgesamt 360 Punkten war die Mannschaft, die neben Montgomery noch aus George Beattie, Samuel Vance, John Black, Samuel Newton und William Barnes bestand, gleichauf mit den Finnen, besiegte diese aber in einem abschließenden Stechen und gewann damit die Silbermedaille. Montgomery war mit 92 Punkten gemeinsam mit Beattie der beste Schütze der Mannschaft.